# Psarolepis romeri
Lo psarolepide (Psarolepis romeri) è un pesce estinto, vissuto tra il tardo Siluriano e il Devoniano inferiore (tra 400 e 390 milioni di anni fa). È considerato un primitivo rappresentante dei sarcopterigi, forse simile agli onicodonti. I suoi resti sono stati ritrovati nella regione dello Yunnan, in Cina.

## Descrizione
Questo pesce era dotato di un corpo affusolato e robusto, dall'aspetto vagamente simile a quello di uno squalo. La caratteristica principale dello psarolepide era costituita da un paio di “spirali di denti” poste all'estremità della mandibola. La testa era costituita da alcune placche dermiche particolarmente spesse, ricoperte da scanalature e grandi pori. Un'altra caratteristica dello psarolepide era data da una grande spina posta proprio di fronte alla pinna pettorale, che partiva dal cinto scapolare per estendersi all'indietro. Un'altra spina era posta davanti alla pinna mediana dietro la testa.

## Classificazione
Nel 1998 vennero alla luce alcuni fossili nella provincia dello Yunnan, in rocce databili al limite tra il Siluriano e il Devoniano. Il ritrovamento venne descritto come Psarolepis romeri.
La prima descrizione di questo animale lo vide classificato tra i sarcopterigi, ma i paleontologi si trovarono in difficoltà a capire effettivamente a quale gruppo appartenesse questo animale (sarcopterigi o attinopterigi) a causa della sua notevole primitività. Psarolepis, infatti, è un miscuglio di alcune caratteristiche di entrambi i gruppi, e al contempo ne è sprovvisto di altre; per questo motivo è considerato un fossile di transizione tra questi due gruppi.

## Caratteristiche

### Testa
La testa dello psarolepide era costituita da quattordici placche contenenti un livello di cosmina, una sostanza simile alla porcellana. Questo rivestimento oscura di fatto le linee di sutura del cranio, ed è quindi difficile studiare l'esatta struttura delle ossa. Il muso era stranamente  accorciato e le narici erano poste sopra gli occhi, i quali erano esattamente sopra la mascella superiore.

### Spine delle pinne
Una delle caratteristiche più sorprendenti dello psarolepide erano le spine presenti sulle pinne. Ve ne erano di due tipi: una si estendeva all'indietro rispetto al cinto scapolare, l'altra associata alla pinna dorsale. Queste spine sono state rinvenute solo in alcuni pesci con mascelle estremamente primitivi, gli acantodi, e sembrerebbero assenti negli squali primitivi (anche se sono presenti in grande abbondanza nelle forme più evolute).

### Dentatura
Le grandi zanne poste sulla placca dentale sulla punta della mandibola identificano lo psarolepide come un rappresentante degli onicodonti, un primitivo gruppo di pesci sarcopterigi. La premascella e l'osso dentale, inoltre, possedevano una fila irregolare di denti esterni di piccole dimensioni.

## Parentele
I fossili di Psarolepis mostrano affinità sia con gli attinotterigi sia con i sarcotterigi. Nella mandibola, ad esempio, i denti sono simili a quelli dei sarcotterigi, con molteplici riempimenti di cosmina. Le ossa delle guance, invece, mostrano caratteristiche di entrambi i gruppi. La spina pettorale è stata rinvenuta anche nei placodermi e negli acantodi, mentre quella dorsale è comune agli squali e agli stessi acantodi. Queste due caratteristiche, in ogni caso, non si riscontrano in nessun altro pesce osseo.